# L'Insoumise (librairie)
Pour les articles homonymes, voir L'Insoumise (homonymie).

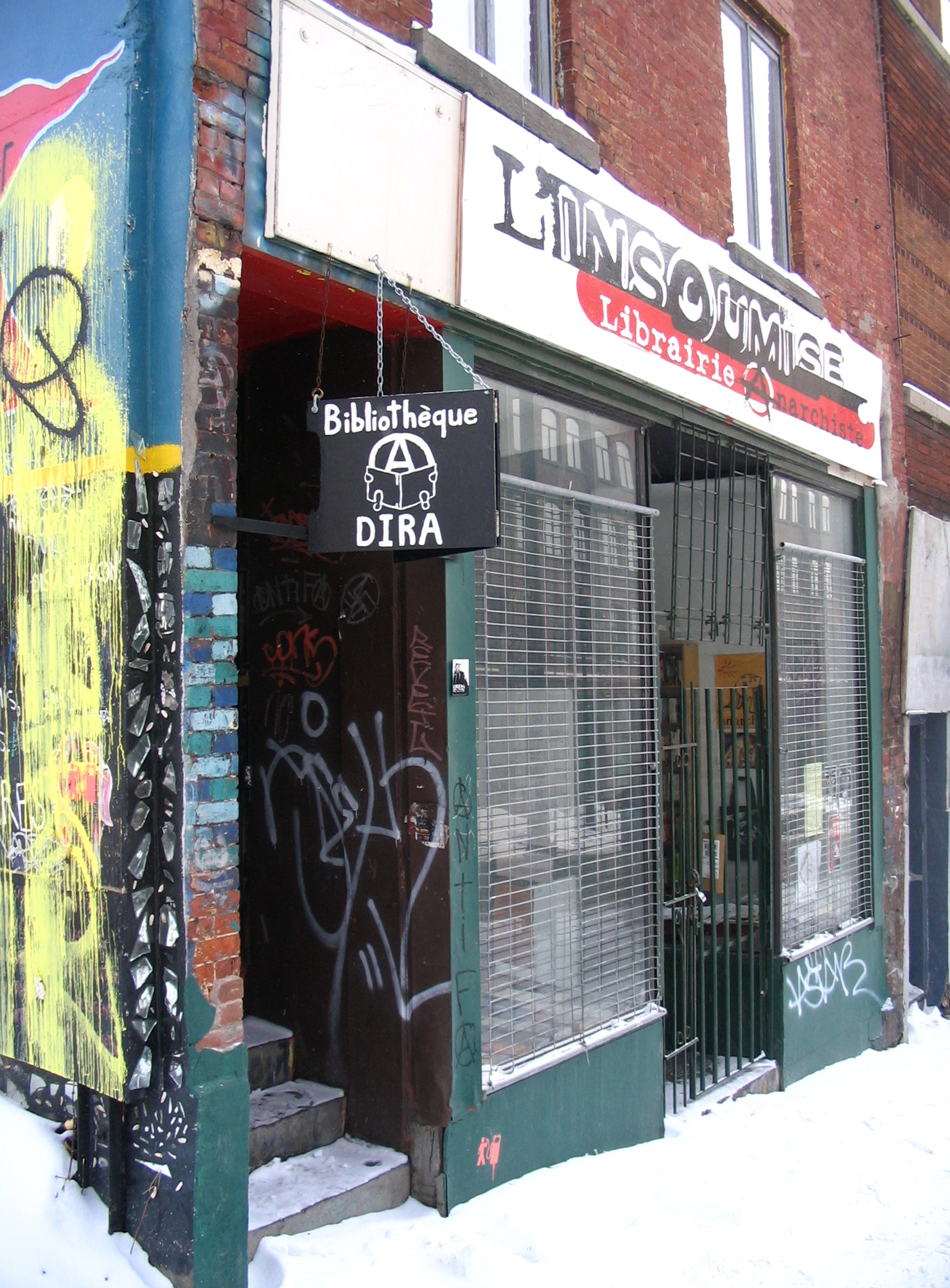
Librairie L'Insoumise, la librairie anarchiste de Montréal située au 2033 boulevard Saint-Laurent, Montréal, QC H2X 2T3

L'Insoumise est une librairie anarchiste située sur le boulevard Saint-Laurent à Montréal. Elle a ouvert ses portes en novembre 2004, quelques mois après la fermeture de la librairie Alternative,.

## Description
La librairie offre des livres, des brochures et des fanzines en français et en anglais sur plusieurs thématiques liées à l'anarchisme : ABC de l'anarchisme, écologie sociale, écologie libertaire, primitivisme, anarcho-syndicalisme, anti-répression, études autochtones, anthropologie, histoire, économie coopérative et participationniste, féminisme, mouvement queer ainsi que des œuvres d'art et de fiction anarchistes.
Une librairie anarchiste est présente à cet emplacement depuis la fin des années 1970. En 1982, un organisme à but non lucratif (connu sous l'acronyme «AEELI»), qui est encore aujourd'hui propriétaire du bâtiment de la librairie, fut mis sur pied et acheta l'édifice un an plus tard. La librairie se nomme alors Alternative.
Au début des années 1990, le collectif de la librairie Alternative fait l'objet de nombreuses critiques liées à sa gestion et à ses relations tendues avec certains groupes et courants libertaires/anarchistes de Montréal,. En 2003, une coalition de diffuseurs libertaires voit le jour, retire ses publications de la librairie, et incite les gens à bouquiner plutôt aux journées des « kiosques libertaires » du Café Chaos, aujourd'hui fermé, anciennement situé rue Saint-Denis à Montréal. Cette coalition appuie et s'implique alors dans une lutte acharnée pour des changements ou l'expulsion d'Alternative de l'espace libraire,. L'Insoumise est fondée à la suite de ce conflit.
Le nom de L'Insoumise fait référence au surnom péjoratif attribué à Louise Michel, l'anarchiste française qui participa à la Commune de Paris.
La librairie est autogérée par un comité libraire permanent mandaté par l'organisme à but non lucratif. Ce comité est ouvert à l'implication d'anarchistes à titre individuel ainsi qu'aux groupes de diffusion libertaires par le biais de leurs délégués. Depuis 2004, la grande majorité des diffuseurs anarchistes de Montréal ainsi que les écrivains et projets d'édition sont devenus membres.
L'Insoumise est située dans le même bâtiment que le DIRA (acronyme pour Documentations, Informations, Références et Archives), une bibliothèque et un centre de documentation anarchiste.